# Kohavision
Kohavision es un canal de televisión privado de Kosovo, perteneciente a Grupi Koha. Se trata de un canal generalista que emite informativos, programas de entretenimiento y series. 

## Historia
El canal inició emisiones el 22 de septiembre de 2000, un año después de finalizar la Guerra de Kosovo. Desde sus inicios, el canal ha ganado gran popularidad.
Inicialmente, el canal contaba con una programación de dos horas diarias. Sin embargo, desde 2002 Kohavision emite las 24 horas.
Kohavision también gestiona el canal Arta News, creado en 2009.

## Programación
- 038
- 60 Minuta
- Betimi për drejtësi
- Captain Fm
- Cosmo
- Çka Ka 3
- Drive Me Crazy
- E Njohura e Panjohur me Arianit Kocin
- Express
- Fashionista
- Interaktiv
- Jeta
- Konfront
- Kutia
- Lajmet e mbrëmjes
- Nëpër Film
- Programi Fluturues i Fëmijëve (PFF)
- Pro X
- Riciklim
- Rreth Botës
- Sporti në KTV
- SOT
- Tabu
- Te Linda
- Tempus
- Top Koha Music
- Ushqimi dhe shëndeti me Lindën
- Wildlife me Arian Mavriqin
- Aventurat e Kocit
- Pikë me Veton Surroin
- Yo soy Betty, la fea
- Kurtlar Vadisi
- NCIS